# Ґалонзкі (Підляське воєводство)
Ґалонзкі (пол. Gałązki) — село в Польщі, у гміні Грабово Кольненського повіту Підляського воєводства.
У 1975-1998 роках село належало до Ломжинського воєводства.